# Mostafa Alrabie
Mostafa Alrabie, né le 26 avril 1996 à Qatif, est un coureur cycliste saoudien.

## Biographie
En 2015, Mostafa Alrabie participe au Tour d'Égypte et au Sharjah Tour. Ce sont ses premières apparitions sur des compétitions inscrites au calendrier de l'UCI. Il représente également son pays natal aux championnats d'Asie sur route et sur piste en 2017. 
Lors de la saison 2020, il devient champion d'Arabie saoudite du contre-la-montre. L'année suivante, il remporte le titre de champion national dans la course en ligne. Il termine par ailleurs troisième du Tour de Salalah. 

## Palmarès et résultats

### Par année
- 2020
  -  Champion d'Arabie saoudite du contre-la-montre
- 2021
  -  Champion d'Arabie saoudite sur route
  - 2e du championnat d'Arabie saoudite du contre-la-montre
  - 3e du Tour de Salalah

### Classements mondiaux
| Année                                 | 2020 | 2021 |
| ------------------------------------- | ---- | ---- |
| Classement mondial                    | 990e | 778e |
| UCI Asia Tour                         | 53e  | 16e  |
|                                       |      |      |
| Légende : nc = non classéSource : UCI |      |      |